# George Back

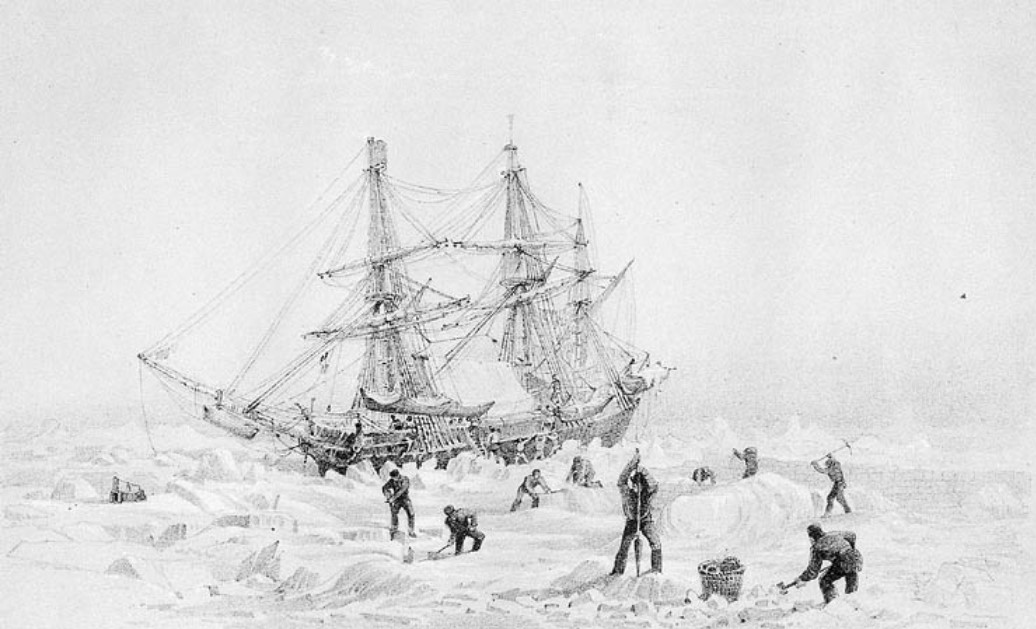
HMS Terror tecknad av Back

Sir George Back, född 6 november 1796 i Stockport, död 23 juni 1878 i London, var en brittisk marinofficer, polarforskare och konstnär.

## Biografi
Back gick som 12-åring 1808 till sjöss som frivillig på fregatten HMS Arethusa, men tillfångatogs av fransmännen året efter och förblev fånge fram till freden i början av 1814. Under sin fångenskap tränade han upp sina konstnärliga kunskaper, som han senare använde sig av då han dokumenterade sina resor i Arktis.
Efter att han hade frigivits tjänstgjorde han på HMS Cornwallis och HMS Bulwark som kadett innan han tog anställning som frivillig under John Franklins första Arktisexpedition 1818.  Back tjänstgjorde även under Franklins två landexpeditioner för att utforska Nordamerikas nordkust, den första under Coppermineexpeditionen 1819–1822 och därefter under en liknande expedition vid Mackenziefloden 1824–1826. Under den perioden befordrades han först till löjtnant och sedan till kommendör. Back ledde en egen expedition 1834 för att färdigställa ett forskningsarbete och undersöka det som senare kom att ges namnet Back River efter honom.
1836 befordrades Back till kapten och gavs befälet över HMS Terror för en expedition till den norra delen av Hudson Bay, med målet att korsa Melvillehalvön på land och utforska den motsatta kusten. Terror fastnade i isen där hon blev kvar i 10 månader. Vid ett tillfälle gjorde trycket från isen att hon pressades omkring 12 meter uppför en klippvägg. Under våren 1837 förstördes fartyget ytterligare då hon stötte samman med ett isberg och var i mycket dåligt skick då Back lyckades att ta henne i land i Lough Swilly på den irländska kusten.
På grund av dålig hälsa tvingades Back att dra sig tillbaka från sin aktiva tjänst. Han adlades 18 mars 1839 och behöll intresset för polarexpeditioner under resten av sitt liv. Han tjänstgjorde som rådgivare åt amiralitetet under sökandet efter Franklinexpeditionen 1845, samt som vice ordförande i Royal Geographical Society. Han befordrades till viceamiral 1876.